# Николаево (област Плевен)
Вижте пояснителната страница за други значения на Николаево.
Никола̀ево е село в Северна България. То се намира в община Плевен, област Плевен.

## География
Селото се намира на 22 км от общинския и областен център град Плевен. Най-близкото населено място е село Ласкар – на 3 км северно. През село Николаево минава река Чернялка.

## История
Старото име на селото е Пърдилово. Това е посочено в речника на братя Данчови. „Пърдило“ се нарича кошарата, в която се отглеждат овце.

## Културни и природни забележителности
- Празникът на селото се отбелязва традиционно на 24 май
- На Никулден традиционно се прави водосвет в църквата „Св. Николай Чудотворец“

## Известни личности
- Тоно Лазаров Тонов (7 февруари 1927 – 1970) – поет, завършва гимназия в Ловеч. Следва Сoфийски университет, специалност Българска филология. По-късно става редактор в Радио София, където кaто заместник главен редактор на детско младежкия отдел създава различни рубрики с постоянни герои. Автор на много детски приказки, стихотворения и поеми. От 1962 до смъртта си е отговорен редактор на младежкия отдел в БНТ.
- Неда Антонова (р. 1940) – българска писателка